# Derek Sanderson
Pour les articles homonymes, voir Sanderson.
Derek Michael Sanderson (né le 16 juin 1946 à Niagara Falls ville de la province de l'Ontario au Canada) est un joueur professionnel de hockey sur glace.

## Carrière en club
Il commence sa carrière dans l'Association de hockey de l'Ontario, aujourd'hui Ligue de hockey de l'Ontario, avec les Flyers de sa ville natale en 1963 et la saison suivante, il remporte avec eux la Coupe Memorial de la Ligue canadienne de hockey. Il joue deux matchs dans la Ligue nationale de hockey avec les Bruins de Boston en 1965-1966 mais joue jusqu'en 1967 la majeure partie de son temps dans l'OHA. Il remporte d'ailleurs le trophée Eddie-Powers de l'association en tant que meilleur pointeur au cours de cette dernière saison (avec 101 points).
Il fait ses débuts officiellement dans la LNH en 1967 et il est élu meilleure recrue de la saison et reçoit le trophée Calder Il joue au total cinq saisons pour les Bruins remportant la Coupe Stanley en 1970 et 1972. Malgré son rôle offensif dans les ligues junior, il est affecté sur une ligne défensive de l'équipe avec Ed Westfall et Don Marcotte. Lors de la victoire de 1970, il est l'auteur de la passe décisive offrant la victoire aux siens pour un but de Bobby Orr, but qui constitue aujourd'hui une des photographies de but les plus connues de la LNH.
Derek Jeter joueur de baseball né en 1974 a été baptisé Derek Sanderson Jeter car son père était fan de Sanderson.
Après la saison 1971-72, il signe un contrat de 2,6 millions de dollars avec les Blazers de Philadelphie de l'Association mondiale de hockey, devenant par la même occasion le sportif professionnel le mieux payé au monde. Cependant, ses performances ne sont pas à la hauteur des espérances de l'équipe de l'AMH et il n'y joue que huit matchs avant de revenir pour la fin de la saison et le début de la suivante avec les Bruins puis prend la direction des Rangers de New York.
En dehors de sa carrière sportive, il ouvre une boîte de nuit avec Jim Colclough des Patriots de la Nouvelle-Angleterre et Joe Namath des Jets de New York. La boîte nommée Bachelor III qui aurait dû être rentable est finalement un gouffre d'argent. Il a également des problèmes de dépendances aux drogues et à la boisson.
Tout cela combiné fait qu'il va passer les cinq dernières années de sa carrière à changer d'équipe passant de la LNH aux ligues mineures et ne parvenant pas à se stabiliser.
Après la fin de sa carrière, en 1978, il devient conseiller pour les jeunes joueurs professionnels afin de leur faire éviter les erreurs qu'il a commises.

### Trophées et honneurs personnels
- Association de hockey de l'Ontario
  - Coupe Memorial - 1964
  - Trophée Eddie-Powers - 1967
- Ligue nationale de hockey
  - Trophée Calder - 1967
  - Coupe Stanley avec les Bruins de Boston - 1970 et 1972

## Statistiques
Pour les significations des abréviations, voir Statistiques du hockey sur glace.
| Saison     | Équipe                   | Ligue      |     | Saison régulière | Saison régulière | Saison régulière | Saison régulière | Saison régulière |    | Séries éliminatoires | Séries éliminatoires | Séries éliminatoires | Séries éliminatoires | Séries éliminatoires |
| Saison     | Équipe                   | Ligue      | PJ  | B                | A                | Pts              | Pun              | PJ               | B  | A                    | Pts                  | Pun                  |                      |                      |
| 1963-1964  | Flyers de Niagara Falls  | AHO        | 42  | 12               | 15               | 27               | 0                |                  |    |                      |                      |                      |                      |                      |
| 1964-1965  | Flyers de Niagara Falls  | OHA        | 55  | 19               | 46               | 65               | 0                |                  |    |                      |                      |                      |                      |                      |
| 1965-1966  | Flyers de Niagara Falls  | OHA        | 48  | 33               | 43               | 76               | 238              |                  |    |                      |                      |                      |                      |                      |
| 1965-1966  | Bruins de Boston         | LNH        | 2   | 0                | 0                | 0                | 0                |                  |    |                      |                      |                      |                      |                      |
| 1965-1966  | Blazers d'Oklahoma City  | LCHP       | 2   | 1                | 0                | 1                | 0                | 4                | 0  | 4                    | 4                    | 5                    |                      |                      |
| 1966-1967  | Flyers de Niagara Falls  | OHA        | 47  | 41               | 60               | 101              | 193              |                  |    |                      |                      |                      |                      |                      |
| 1966-1967  | Bruins de Boston         | LNH        | 2   | 0                | 0                | 0                | 0                |                  |    |                      |                      |                      |                      |                      |
| 1967-1968  | Bruins de Boston         | LNH        | 71  | 24               | 25               | 49               | 98               | 4                | 0  | 2                    | 2                    | 9                    |                      |                      |
| 1968-1969  | Bruins de Boston         | LNH        | 61  | 26               | 22               | 48               | 146              | 9                | 8  | 2                    | 10                   | 36                   |                      |                      |
| 1969-1970  | Bruins de Boston         | LNH        | 50  | 18               | 23               | 41               | 118              | 14               | 5  | 4                    | 9                    | 72                   |                      |                      |
| 1970-1971  | Bruins de Boston         | LNH        | 71  | 29               | 34               | 63               | 130              | 7                | 2  | 1                    | 3                    | 13                   |                      |                      |
| 1971-1972  | Bruins de Boston         | LNH        | 78  | 25               | 33               | 58               | 108              | 11               | 1  | 1                    | 2                    | 44                   |                      |                      |
| 1972-1973  | Blazers de Philadelphie  | AMH        | 8   | 3                | 3                | 6                | 69               |                  |    |                      |                      |                      |                      |                      |
| 1972-1973  | Bruins de Boston         | LNH        | 25  | 5                | 10               | 15               | 38               | 5                | 1  | 2                    | 3                    | 13                   |                      |                      |
| 1973-1974  | Bruins de Boston         | LNH        | 29  | 8                | 12               | 20               | 48               |                  |    |                      |                      |                      |                      |                      |
| 1973-1974  | Braves de Boston         | LAH        | 3   | 4                | 3                | 7                | 2                |                  |    |                      |                      |                      |                      |                      |
| 1974-1975  | Rangers de New York      | LNH        | 75  | 25               | 25               | 50               | 106              | 3                | 0  | 0                    | 0                    | 0                    |                      |                      |
| 1975-1976  | Rangers de New York      | LNH        | 8   | 0                | 0                | 0                | 4                |                  |    |                      |                      |                      |                      |                      |
| 1975-1976  | Blues de Saint-Louis     | LNH        | 65  | 24               | 43               | 67               | 59               | 3                | 1  | 0                    | 1                    | 0                    |                      |                      |
| 1976-1977  | Blues de Kansas City     | LCH        | 8   | 4                | 3                | 7                | 6                |                  |    |                      |                      |                      |                      |                      |
| 1976-1977  | Blues de Saint-Louis     | LNH        | 32  | 8                | 13               | 21               | 26               |                  |    |                      |                      |                      |                      |                      |
| 1976-1977  | Canucks de Vancouver     | LNH        | 16  | 7                | 9                | 16               | 30               |                  |    |                      |                      |                      |                      |                      |
| 1977-1978  | Oilers de Tulsa          | LCH        | 4   | 0                | 0                | 0                | 0                |                  |    |                      |                      |                      |                      |                      |
| 1977-1978  | Red Wings de Kansas City | LCH        | 4   | 1                | 3                | 4                | 0                |                  |    |                      |                      |                      |                      |                      |
| 1977-1978  | Penguins de Pittsburgh   | LNH        | 13  | 3                | 1                | 4                | 0                |                  |    |                      |                      |                      |                      |                      |
| Totaux LNH | Totaux LNH               | Totaux LNH | 598 | 202              | 250              | 452              | 911              | 56               | 18 | 12                   | 30                   | 187                  |                      |                      |